# Nola niveibasis
Nola niveibasis är en fjärilsart som beskrevs av Jones 1914. Nola niveibasis ingår i släktet Nola och familjen trågspinnare. Inga underarter finns listade i Catalogue of Life.